# Философия власти
Философия власти — раздел философии, изучающий идеи, относящиеся к власти, сущности бытия власти, ценностям власти. Отличается от философии политики (политической философии, политической теории) тем что выдвигает доктрину о вторичности политики по отношению к власти. Власть рассматривается как источник политики. А политическое выступает в качестве пространства власти, где идеи власти обретают практическое воплощение в конкретных формах политического процесса и государственного строительства. Среди наиболее значительных мыслителей в данной области выделяют в первую очередь: Фридриха Ницше, Александра Кожева, Ханну Арендт, Мишеля Фуко.

## Область изучения
Философия власти является областью знаний, которая изучает власть как целое, её природу, значение для развития человечества. Ключевой проблемой выступает вопрос об исторических трансформациях власти, взаимоотношениях между идеалами власти и конкретным воплощение в политической жизни; взаимодействие, взаимообуслоовленность, взаимосвязь между Властью и политикой, Властью и государством, Властью и управлением. «Вечным вопросом» и полем для наиболее жарких дискуссий выступает дефиниция власти. Важным аспектом дисциплины выступает анализ возможностей философии власти как мягкой силы при воздействии на когнитивные структуры общества и государственную идеологию.
Важнейшие темы философии власти: авторитет, насилие, управление, влияние, воля, харизма, государство. Нередко этот перечень расширяется авторскими попытками выявить природу власти за пределами социально-политического универсума посредством понятий: язык, сексуальность, символизм.
В качестве подразделов философии власти выступает особые исследовательские дисциплины - эстетика власти, концептуальный анализ власти, метафизика власти.
В силу своей специфики философия власти тесно связана с политологией, социологией власти, психологией власти, психологией влияния, теорией государства и права, теорией управления.
Заложили основу философского постижения власти: Фридрих Ницше, Бертран Рассел и Александр Кожев. Они обозначили вопрос о поиске источника власти либо в социальных структурах, либо в личной, индивидуальной мощи, заявили о необходимости логико-семантического анализа понятия. Позднее   философия власти была расширена проблематикой взаимодействия авторитета и насилия, истины и сексуальности, «священным человеком и голой жизнью», хронотопа власти.
Объект  философии власти — предельные основания властного бытия. Предмет — ключевые категории власти как над физической реальности.

## Персоналии

### Не системные попытки  философского постижения власти.
Философия власти молодая отрасль философского знания. Первым кто систематически именно с философских позиций стал изучать власть был Фридрих Ницше. Однако целый ряд мыслителей до него спорадически и фрагментарно обращались к философской рефлексии власти. Они не создали цельных философских учений, но приблизили появление философии власти как самостоятельного раздела философского знания.
- Платон
- Аристотель
- Аврелий Августин
- Фома Аквинский
- ибн Хальдун
- Данте Алигьери
- Томас Гоббс
- Джон Локк
- Иммануил Кант
- Георг Гегель[15]
- Вл. С. Соловьев
- о. Сергий Булгаков (см. его доктрину о власти)

### Системный подход к философскому изучению власти

#### XIX
- Фридрих Ницше

#### XX
- Бертран Рассел
- Александр Кожев
- Бертран де Жувенель
- Ханна Арендт
- Элиас Канетти
- Мишель Фуко (см. его доктрину о власти)
- Николас Луман
- Жан Бодрийяр
- Пьер Бурдье

#### XXI
- Сергей Королев
- Вячеслав Халипов
- Джорджо Агамбен
- Элвин Тоффлер
- Стивен Льюкс
- Наим Мойзес
- Петр Сапронов
- Олег Шевченко